# Dombeya ledermannii
Dombeya ledermannii är en malvaväxtart som beskrevs av Adolf Engler. Dombeya ledermannii ingår i släktet Dombeya och familjen malvaväxter. Inga underarter finns listade i Catalogue of Life.